# Hypena paliscia
Hypena paliscia là một loài bướm đêm trong họ Erebidae.